# Valdomiro Vaz Franco
Valdomiro Vaz Franco (Criciúma, 17 februari 1946) is een voormalig Braziliaanse voetballer.

## Biografie
Valdomiro begon zijn carrière bij Comerciário, het huidige Criciúma EC, maar kon hier niet doorbreken. Hij groeide echter al speler en werd dodelijk in vrije trappen. In 1968 ging hij voor Internacional uit Porto Alegre spelen in de glorieperiode van de club. Hij won maar liefst staatstitels met de club, waarvan acht op rij. Hij is de enige speler die Octacampeão Gaúcho werd in de geschiedenis. Hij werd ook drie keer landskampioen met de club. In 1980 en 1981 ging hij spelen voor het Colombiaanse Millonarios en keerde in 1982 terug naar Internacional om daar zijn carrière te beëindigen. 
Hij speelde ook voor het nationale elftal en speelde in zes wedstrijden op het WK 1974 in West-Duitsland. Hij scoorde de 0-3 in de wedstrijd tegen Zaïre. 
Na zijn spelersloopbaan ging hij de politiek in werd gemeenteraadslid in Porto Alegre. 